# Miraguindas
Una miraguinda es un modelo no comercial de vídeo casero compuesto con cualquier programa del tipo «Photo Viewer Slide Show». Fue creado por el avatar/nick Upande Upande en 2013, y publicado a través de alojamientos de Internet como Vimeo,  Blogger, Wix o You Tube. Según expresa su propia definición, «una miraguinda es un sutil intercambio de emotividad de signo positivo, a partir de la mezcla de música e imágenes, y sin un código racional de interpretación».